# 로바체

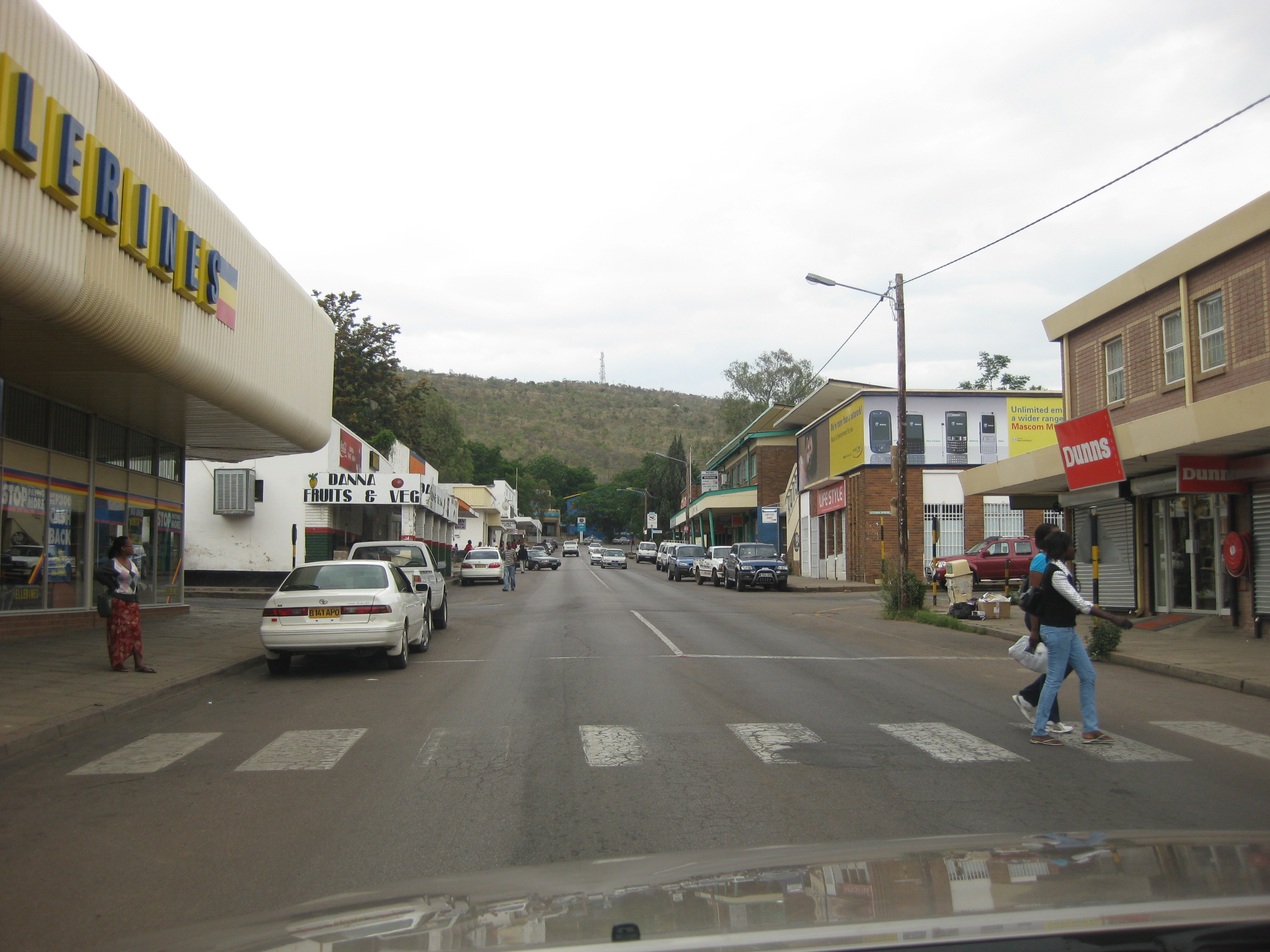
로바체 시가지

로바체(Lobatse)는 보츠와나 남동부에 위치한 도시로 인구는 29,800명(2002년 기준), 높이는 1,188m이다. 행정 구역상으로는 남동부 구에 속한다. 수도 가보로네에서 남쪽으로 70km 정도 떨어진 곳에 위치한다. 육류 공장과 파이프 공장이 위치한다.